# 내섬시
내섬시(內贍寺)는 조선 시대 여러 궁전에 대한 공상과 2품 이상에게 주는 술과 안주, 왜인·여진인에게 주는 음식물과 직포 등의 일을 맡는 관청이다.

## 기관 연혁
- 1403년(태종 3년) 6월 29일 : 덕천고(德泉庫)를 파하고 내섬시가 덕천고의 일을 맡음.[2]
- 1414년(태종 14년) 1월 18일 : 내섬시의 종3품 직 영과 정을 윤이라 칭하고 부령과 부정을 모두 소윤이라고 칭하였다.[3]
- 1423년(세종 5년) 2월 9일 : 내섬시의 제조 4명을 제조 3명으로 가감함.[4]
- 1460년(세조 6년) 5월 22일 : 내섬시에 주부(注簿)를 1인만 둠.[5]
- 1460년(세조 12년) 1월 15일 : 내섬시에 봉사를 1인 더 둠.[6]
- 1506년(연산군 12년) 1월 6일 : 내섬시에 부정 이하 주부 이상 1원은 모두 군직으로 겸하게 함.[7]
- 1637년(인조 15년) 3월 8일 : 내자시는 내섬시에 병합됨.[8]
- 1882년(고종 19년) 12월 29일 : 내섬시를 혁파함.[9]

## 내섬시 관직
| 품계  | 관직명     | 인원 |
| ----- | ---------- | ---- |
| 정3품 | 정(正)     | 1명  |
| 종3품 | 부정(副正) | 1명  |
| 종4품 | 첨정(僉正) | 1명  |
| 종5품 | 판관(判官) | 1명  |
| 종6품 | 주부(注簿) | 1명  |
| 종7품 | 직장(直長) | 1명  |
| 정8품 | 봉사(奉事) | 1명  |
| 없음  | 제조(提調) | 1명  |